# Карґан (Бендер-Анзалі)
Карґан (перс. كرکان) — село в Ірані, у дегестані Чагар-Фарізе, у Центральному бахші, шагрестані Бендер-Анзалі остану Ґілян. За даними перепису 2006 року, його населення становило 560 осіб, що проживали у складі 159 сімей.

## Клімат
Середня річна температура становить 14,12 °C, середня максимальна – 28,74 °C, а середня мінімальна – -2,22 °C. Середня річна кількість опадів – 1063 мм.
| Клімат поселення                              | Клімат поселення | Клімат поселення | Клімат поселення | Клімат поселення | Клімат поселення | Клімат поселення | Клімат поселення | Клімат поселення | Клімат поселення | Клімат поселення | Клімат поселення | Клімат поселення | Клімат поселення |
| Показник                                      | Січ.             | Лют.             | Бер.             | Квіт.            | Трав.            | Черв.            | Лип.             | Серп.            | Вер.             | Жовт.            | Лист.            | Груд.            |                  |
| Середній максимум, °C                         | 7,00             | 8,20             | 11,45            | 17,38            | 22,03            | 26,72            | 28,74            | 28,42            | 25,11            | 20,18            | 14,91            | 10,47            |                  |
| Середня температура, °C                       | 2,39             | 3,59             | 6,84             | 12,78            | 17,43            | 22,10            | 24,82            | 24,50            | 21,21            | 16,26            | 10,98            | 6,55             |                  |
| Середній мінімум, °C                          | −2,22            | −1,02            | 2,25             | 8,17             | 12,82            | 17,50            | 20,91            | 20,57            | 17,28            | 12,33            | 7,07             | 2,63             |                  |
| Норма опадів, мм                              | 110              | 83               | 79               | 48               | 42               | 27               | 24               | 56               | 117              | 179              | 163              | 135              |                  |
| Середньомісячна швидкість вітру, м/с          | 2.27             | 2.40             | 2.40             | 2.36             | 2.42             | 2.55             | 2.53             | 2.36             | 2.26             | 2.10             | 2.09             | 2.10             |                  |
| Середньомісячна сонячна радіація, кДж/м²·день | 6745             | 8961             | 11047            | 15770            | 20187            | 22617            | 23054            | 19687            | 16257            | 11002            | 8459             | 6435             |                  |
| --------------------------------------------- | ---------------- | ---------------- | ---------------- | ---------------- | ---------------- | ---------------- | ---------------- | ---------------- | ---------------- | ---------------- | ---------------- | ---------------- | ---------------- |
| Джерело:                                      |                  |                  |                  |                  |                  |                  |                  |                  |                  |                  |                  |                  |                  |